# Martin O'Donnell (snookerspeler)
Martin O'Donnell (4 juni 1986) is een Engelse professionele snookerspeler. Zijn beste resultaat behaalde hij op het Welsh Open van 2024, waar hij de finale haalde maar met 9-4 werd verslagen door Gary Wilson. Een halve finale speelde O'Donnell op de Snooker Shoot-Out van het seizoen 2017/2018. Kwartfinales bereikte hij op het International Championship en het UK Championship van het seizoen 2018/2019 en de English Open 2023.

Op het wereldkampioenschap kwam hij nooit verder dan de Kwalificaties.